# Creme de subgalato de bismuto composto
O creme de subgalato de bismuto composto é um creme de uso externo composto por subgalato de bismuto, cloridrato de lidocaína, óxido de zinco, glicerina e creme base aniônico. É utilizado pela medicina no tratamento de hemorróidas, pruridos anais, eczema perianal e no pré e pós operatório de cirurgias ano-retais.